# Homorritmia

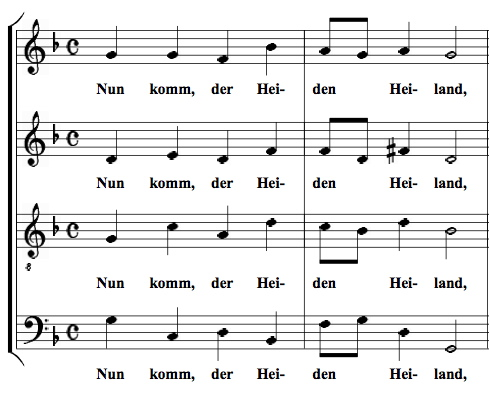
Exemplo de homoritmia (L. Osiander, coral Nun komm der Heiden Heiland, circa 1580)

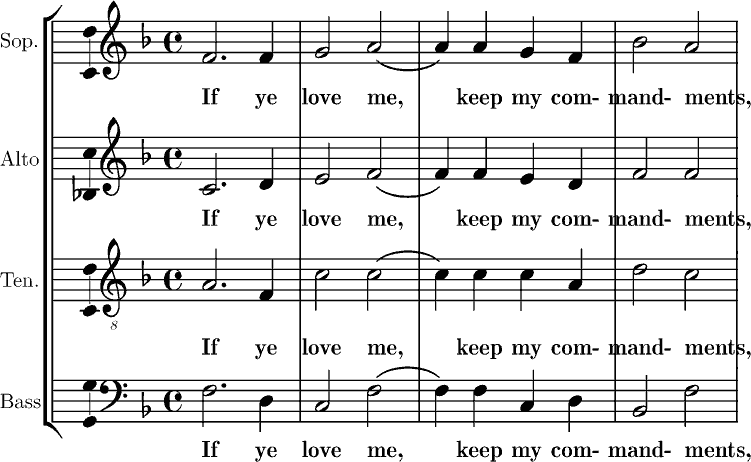
Homofonia em "If ye love me", de Thomas Tallis, composta em 1549. As vozes procedem juntas, usando o mesmo ritmo. A relação entre elas cria acordes. O excerto começa em F Maior '

 Em música, homorritmia é uma textura em que, numa peça homofônica, todas as vozes procedem simultaneamente com os mesmos valores rítmicos, embora haja apenas uma voz(ou instrumento) melódico(a) enquanto o restante faz ou façam um acompanhamento(função harmônica) apenas. 